# Tūskā Chāl
Tūskā Chāl (persiska: تُوسكا چال, توسكا چال) är en ort i Iran.   Den ligger i provinsen Golestan, i den norra delen av landet, 400 km öster om huvudstaden Teheran. Tūskā Chāl ligger 906 meter över havet och antalet invånare är 526.
Terrängen runt Tūskā Chāl är kuperad åt sydväst, men åt nordost är den bergig. Runt Tūskā Chāl är det ganska glesbefolkat, med 48 invånare per kvadratkilometer. Närmaste större samhälle är Gālīkesh, 11,7 km nordväst om Tūskā Chāl. I omgivningarna runt Tūskā Chāl växer i huvudsak blandskog.